# Мстёрское викариатство
Мстёрское викариа́тство — упразднённое викариатство Владимирской епархии Русской православной церкви, существовавшее с 1918 по 1937 годы. Мстёрские епископы управляли единоверческими приходами, располагавшимися на территории Владимирской епархии.

## История
В первой половине 1918 года единоверцы слободы Мстёры Вязниковского уезда Владимирской губернии обратились к митрополиту Владимирскому и Шуйскому Сергию (Страгородскому) с просьбой об учреждении в этой епархии особой Мстёрской единоверческой кафедры. Кандидатом во епископа на эту кафедру был предложен протоиерей Никольской единоверческой церкви в Петрограде протоиерей Симеон Шлеёв, а местом пребывания для будущего епископа предлагался Никольский монастырь в Гороховце.
Митрополит Сергий благословил единоверцам созвать местный епархиальный съезд для обсуждения, среди прочего, и этого вопроса. Выбран был в конечном итоге протоиерей Андрей Сосновцев, постриженный в иночество с именем Амвросий. Точная дата его епископской хиротонии неизвестна; она произошла не позднее 1923 года. Епископ Амвросий жил во Мстёре и служил как в деревянной Троицкой церкви, так и в каменном Никольском храме.
В 1927 году в связи с арестом епископа Амвросия на Мстёрскую кафедру был назначен епископ Иов (Рогожин). 17 февраля 1930 года он был арестован и приговорён к трём годам ссылки в Северный край. Скончался в ссылке 20 апреля 1933 года.
29 декабря 1933 года указом заместителя патриаршего местоблюстителя митрополита Сергия (Страгородского) епископу Саткинскому Вассиану (Веретенникову) было поручено управлять Керженской и Мстёрскими епархиями, то есть в его управление передавались все единоверческие приходы Русской православной церкви.
11 марта 1937 года патриарший местоблюститель митрополит Сергий (Страгородский) постановил вследствие отсутствия (ареста) епископа Вассиана «управление единоверческими приходами в каждой епархии впредь до новых распоряжений передать местным архипастырям на общем основании», что означало упразднение единоверческих кафедр.

## Епископы
- Амвросий (Сосновцев) (1921—1927)
- Иов (Рогожин) (1927 — 20 апреля 1933)
- Вассиан (Веретенников) (22 декабря 1933 — 11 марта 1937) в/у, еп. Саткинский